# Tépe
Tépe ist eine   ungarische Gemeinde im Kreis Derecske im Komitat Hajdú-Bihar.

## Geografie
Tépe liegt vier Kilometer südlich der Kreisstadt Derecske und grenzt an folgende Gemeinden:
|  | Derecske                                    |                |
|  | Kompassrose, die auf Nachbargemeinden zeigt |                |
|  | Berettyóújfalu                              | Szentpéterszeg |

## Geschichte
Erste Erwähnung im Váradi Regestrum.

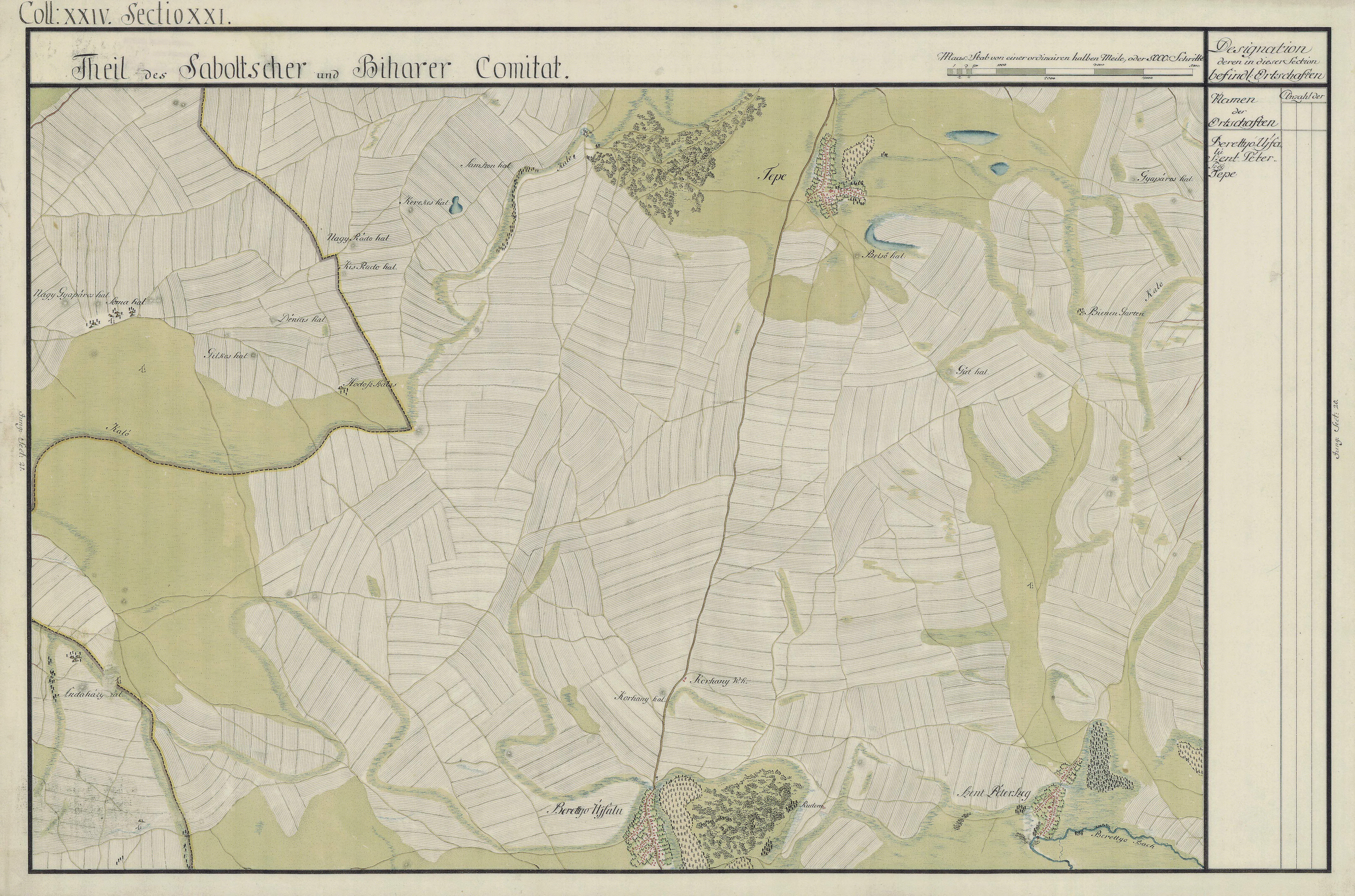
Tepe (oben rechts) um 1782 (Aufnahmeblatt der Josephinischen Landesaufnahme)
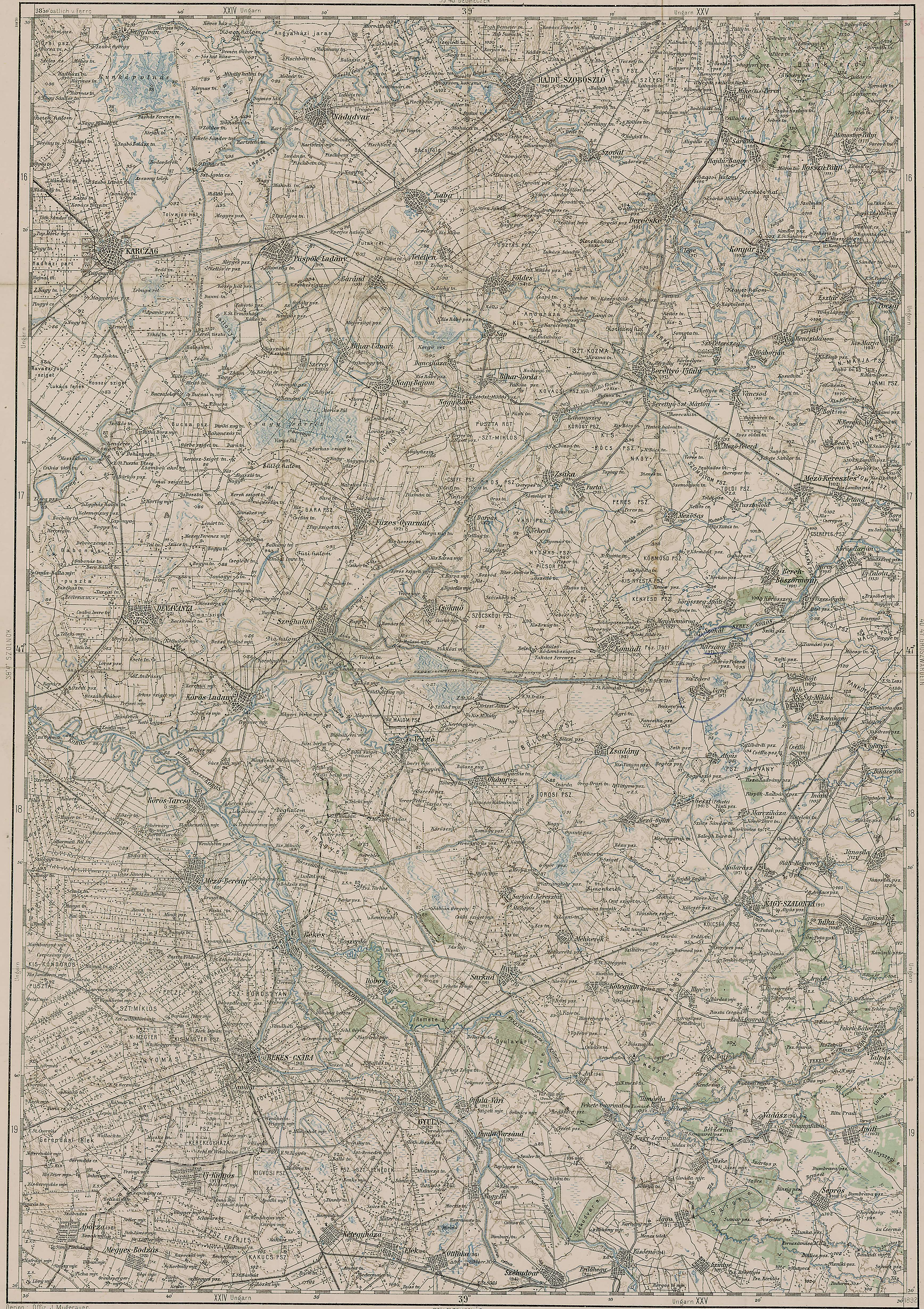
Tépe (N 47° 19′; O 39° 15′) um 1892 (Aufnahmeblatt der Franzisco-Josephinischen Landesaufnahme)

## Sehenswürdigkeiten
- Reformierte Kirche, 1635 erbaut, 1745 und 1798 umgebaut und erweitert
- Schloss (Préposti-kastély), erbaut in den 1820er Jahren

## Verkehr
Westlich des Ortes verläuft die Hauptstraße Nr. 47. Es bestehen Busverbindungen nach Derecske, wo sich der nächstgelegene Bahnhof befindet, sowie nach Berettyóújfalu.